# Forrester Research
Forrester Research — незалежна аналітична компанія, яка займається дослідженнями ринку інформаційних технологій. Компанія також надає своїм клієнтам інформацію про те, який вплив ці технології здійснюють на бізнес та їх споживачів. Forrester Research має 8 дослідницьких центрів (в США, Канаді та Європі).

## Історія
- 1983 — заснування компанії

## Конкуренти
- AMR Research (придбана компанією Gartner)
- Aberdeen Group
- ABI Research
- Basex
- Berg Insight
- Canalys
- CMS Watch
- Cutter Consortium
- Datamonitor PLC
- Dittberner Associates
- The 451 Group
- Frost & Sullivan
- Gartner
- GigaOM Pro
- The Gilbane Group
- Gfk
- IDC
- Info-Tech Research Group
- IANS (раніше: the Institute of Applied Network Security)
- Lieberman Research Worldwide (LRW)
- Nemertes Research
- Ovum Ltd.
- Orbys Consulting
- Strategy Analytics
- TekPlus
- Yankee Group